# SC Westend 1901
SC Westend 1901 is een Duitse voetbalclub uit het Berlijnse stadsdeel Charlottenburg-Nord.

## Geschiedenis
Charlottenburger FC 01 Concordia werd opgericht in 1901. De club speelde in 1927/28 in de hoogste klasse van de Brandenburgse voetbalbond en werd afgetekend laatste met drie punten uit achttien wedstrijden. In 1933 fuseerde de club met Charlottenburger FC Viktoria en werd zo Charlottenburger FC 01.
Na de Tweede Wereldoorlog werd de club ontbonden en heropgericht als SG Charlottenburg-Nord. Na in 1946 de naam SG Westend Berlin aangenomen te hebben greep de club in 1948 weer naar de oorspronkelijke naam terug om ook deze in 1949 te wijzigen in de huidige naam. De club promoveerde in 1950 naar de Oberliga Berlin, de hoogste klasse en degradeerde na twee seizoenen. In 1956 degradeerde de club uit de Amateurliga Berlin en keerde pas terug in 1972, toen dit nog maar de derde klasse was. Westend stootte meteen door naar de Regionalliga en werd daar knap vijfde. Echter door de invoering van de 2. Bundesliga moest de club een stapje terug naar de nieuwe Oberliga Berlin. In het eerste seizoen werd de club derde achter Spandauer SV en FC Hertha 03 Zehlendorf. Ook het volgende seizoen werd de derde plaats bereikt en daarna zakte de club weg naar de middenmoot tot een degradatie volgde in 1983. De club kon nog terugkeren voor het seizoen 1985/86 maar slaagde er daarna niet meer in terug te keren. In 2008 degradeerde de club naar de Kreisliga B en werd daar autoritair kampioen met het maximum van de punten na 28 competitiewedstrijden en meer dan 200 doelpunten. Een jaar later werd de club derde en promoveerde zo verder naar de Bezirksliga. In 2016 degradeerde de club uit de Bezirksliga.